# Route d'Occitanie
Route d'Occitanie–La Dépêche du Midi, tidigare Tour Cycliste du Tarn (1977–1981), Tour Midi-Pyrénées (1982–1987) och Route du Sud (1988–2017), är ett franskt fyradagars etapplopp i landsvägscykling som avhålls årligen sedan 1977, vanligtvis en vecka före Tour de France. Efter att ha kallats Route du Sud-La Dépêche du Midi i 26 år döptes det om inför 2018 för att namnet skulle stämma överens med den 2016 nybildade (genom sammanslagning av regionerna Languedoc-Roussillon och Midi-Pyrénées) administrativa regionen Occitanien. 2024 gjordes loppet tillfälligt om till ett tvådagarslopp på grund av att OS skulle hållas i Paris, men ställdes till slut in helt eftersom det inte fanns tillräckligt mycket polis att tillgå för att kunna genomföra loppet. När UCI Europe Tour bildades 2005 inkluderades Route du Sud i denna och klassificerades som 2.1.
Flest totalsegrar, tre stycken, har fransmannen Gilbert Duclos-Lassalle och flest etapper, åtta, har vunnits av tysken Marcel Wüst.

## Podieplaceringar
| År                    | Vinnare                   | Tvåa                     | Trea                     |          |
| --------------------- | ------------------------- | ------------------------ | ------------------------ | -------- |
| Tour Cycliste du Tarn |                           |                          |                          |          |
| 1977                  | Jacques Esclassan         | Bernard Hinault          | Jean-Pierre Danguillaume |          |
| 1978                  | Pierre-Raymond Villemiane | Roger Legeay             | Dominique Sanders        |          |
| 1979                  | Yvon Bertin               | Jacques Bossis           | Bernard Hinault          |          |
| 1980                  | Gilbert Duclos-Lassalle   | Patrick Bonnet           | Patrick Friou            |          |
| 1981                  | Jean-René Bernaudeau      | Marc Madiot              | Greg LeMond              |          |
| Tour Midi-Pyrénées    |                           |                          |                          |          |
| 1982                  | Francesco Moser           | Jean-René Bernaudeau     | Michel Laurent           |          |
| 1983                  | Gilbert Duclos-Lassalle   | Charly Mottet            | Stephen Roche            |          |
| 1984                  | Pascal Simon              | Michel Laurent           | Edgar Corredor           |          |
| 1985                  | Stephen Roche             | Laurent Fignon           | Frédéric Vichot          |          |
| 1986                  | Niki Rüttimann            | Charly Mottet            | Claude Criquielion       |          |
| 1987                  | Régis Clère               | Éric Boyer               | Yvon Madiot              |          |
| Route du Sud          |                           |                          |                          |          |
| 1988                  | Ronan Pensec              | Gilbert Duclos-Lassalle  | Robert Millar            |          |
| 1989                  | Gilbert Duclos-Lassalle   | Éric Boyer               | Jesús Montoya            |          |
| 1990                  | Yves Bonnamour            | Frédéric Vichot          | Luc Suykerbuyk           |          |
| 1991                  | Laurent Dufaux            | Philippe Louviot         | Carlos Galarreta         |          |
| 1992                  | Artūras Kasputis          | Fabian Jeker             | Laurent Biondi           |          |
| 1993                  | Éric Boyer                | Laurent Brochard         | Eric Van Lancker         |          |
| 1994                  | Álvaro Mejía              | Richard Virenque         | Charly Mottet            |          |
| 1995                  | Laurent Dufaux            | Carmelo Miranda González | Laurent Madouas          |          |
| 1996                  | Laurent Jalabert          | Giuseppe Guerini         | Joona Laukka             |          |
| 1997                  | Patrick Jonker            | Massimo Donati           | François Simon           |          |
| 1998                  | Armand de Las Cuevas      | Michael Boogerd          | Santiago Blanco Gil      |          |
| 1999                  | Jonathan Vaughters        | Patrick Jonker           | Mario Aerts              |          |
| 2000                  | Tomasz Brożyna            | Francisco Mancebo        | Patrice Halgand          |          |
| 2001                  | Andrej Kiviljov           | Jens Voigt               | Raimondas Rumšas         |          |
| 2002                  | Levi Leipheimer           | Aitor Kintana Zárate     | Andrej Kiviljov          |          |
| 2003                  | Michael Rogers            | Pietro Caucchioli        | Nicolas Vogondy          |          |
| 2004                  | Bradley McGee             | Sandy Casar              | Torsten Hiekmann         |          |
| 2005                  | Sandy Casar               | Przemyslaw Niemiec       | Benoît Salmon            |          |
| 2006                  | Thomas Voeckler           | Pierrick Fédrigo         | Julien Mazet             |          |
| 2007                  | Óscar Sevilla             | Massimo Giunti           | Markus Eibegger          |          |
| 2008                  | Dan Martin                | Christophe Moreau        | Luca Pierfelici          |          |
| 2009                  | Przemyslaw Niemiec        | Julien Loubet            | Giampaolo Caruso         |          |
| 2010                  | David Moncoutié           | Alexandre Geniez         | Fortunato Baliani        |          |
| 2011                  | Vasil Kiryjenka           | Davide Rebellin          | Peter Kennaugh           |          |
| 2012                  | Nairo Quintana            | Hubert Dupont            | Anthony Charteau         |          |
| 2013                  | Thomas Voeckler           | Franco Pellizotti        | John Gadret              |          |
| 2014                  | Nicolas Roche             | Alejandro Valverde       | Michael Rogers           |          |
| 2015                  | Alberto Contador          | Nairo Quintana           | Pierre-Roger Latour      |          |
| 2016                  | Nairo Quintana            | Marc Soler               | Nicolas Edet             |          |
| 2017                  | Silvan Dillier            | Richard Carapaz          | Kenny Elissonde          |          |
| Route d'Occitanie     |                           |                          |                          |          |
| 2018                  | Alejandro Valverde        | Daniel Navarro           | Kenny Elissonde          |          |
| 2019                  | Alejandro Valverde        | Iván Sosa                | Rigoberto Urán           |          |
| 2020                  | Egan Bernal               | Pavel Sivakov            | Aleksandr Vlasov         |          |
| 2021                  | Antonio Pedrero           | Jesús Herrada            | Óscar Rodríguez          |          |
| 2022                  | Michael Woods             | Carlos Rodríguez         | Jesús Herrada            |          |
| 2023                  | Michael Woods             | Cristián Rodríguez       | Georg Steinhauser        |          |
| 2024                  | inställt                  | inställt                 | inställt                 | inställt |
| 2025                  |                           |                          |                          |          |